# Anne Ward

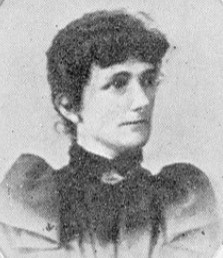
Anne Ward

Anne Ward (* Dezember 1825 in Topsham, Devon, England als Anne Titboald; † 31. Mai 1896 in Christchurch, Neuseeland) war die erste nationale Präsidentin der Women’s Christian Temperance Union New Zealand (WCTU NZ) von 1885 bis 1887 und ein prominentes Mitglied der Frauenwahlbewegung in Neuseeland.

## Frühes Leben und Auswanderung nach Neuseeland
Anne Tidboald war die Tochter von Thomas und Jane Tidboald aus Topsham, Devon, England. Sie wurde am 31. Dezember 1825 getauft. In der Volkszählung von Exeter von 1841 wurde sie als 15-jährige aufgeführt, die mit ihrem Vater lebte, der Schneider war. Zu dieser Zeit lebten auch ihre Schwestern Elizabeth (10 Jahre alt) und Emma (8 Jahre alt) bei ihnen. Ihre Mutter Jane wurde in der Volkszählung von 1841 nicht erfasst. Es ist möglich, dass sie zwei ältere Geschwister hatte, Harriet (getauft am 14. Januar 1824) und Mary Jane (getauft am 4. Juni 1822) hatte, die 1841 nicht mehr im Haushalt lebten.
Am 26. Januar 1850 heiratete Anne Tidboald Dudley Ward in der Allerheiligen-Kirche in der Pfarrei Rotherhithe, Surrey. Ihre Schwester Elizabeth und ihr Vater waren beide auf der Heiratsurkunde aufgeführt. Nachdem ihr Ehemann zur Anwaltschaft zugelassen worden war, reisten die Wards nach Neuseeland und kamen am 29. September 1854 in Wellington an. Kurz darauf wurden sie in kommunale Angelegenheiten verwickelt.

## Reformarbeit

### Wellington
Die Primitive Methodist Church erwartete von ihren Mitgliedern, dass sie sich an sozialer Arbeit und religiöser Bekehrung beteiligen. Im Mai 1855 nahm Ward an einem Wohltätigkeitsbasar teil, der dazu diente, Frauen und Kinder von Soldaten im Krimkrieg zu unterstützen. Ein Jahr später wurde ihr Ehemann, Dudley Ward, Mitglied des neuseeländischen Parlaments. Sie lebten in verschiedenen Häusern, Anne Ward wurde krank. Es wird vermutet, dass sie Diabetes hatte, was zu Nierenproblemen führte. Im Jahr 1860 bekam sie die Mumps von ihrem Ehemann und sie reisten später nach England, um den Tod von Dudley Wards Vater zu betrauern. Nach ihrer Rückkehr nach Neuseeland wurden sie in Dunedin sesshaft. Anne Wards Wohltätigkeit wurde in Wellington sehr geschätzt und sie sammelte Geld für ein Magdalenenheim.

### Burwood
Um 1884 zog die Familie Ward nach Burwood und sprach laut örtlicher Überlieferung kaum miteinander. Dennoch beteiligte sich Anne Ward an kommunalen Angelegenheiten, wie beispielsweise dem Frauenwahlrecht. Im April 1885 führte sie eine Frauen-Delegation an, um bei Sir Julius Vogel für das Frauenwahlrecht in Debatten über das Lizenzgesetz zu werben. Sie argumentierten, dass Frauen oft die größten Leidtragenden des Alkoholkonsums seien und hofften, dass Sir Julius Vogel einen Gesetzentwurf im Parlament einbringen würde, der alle verheirateten Frauen bei jeder Frage des Lizenzgesetzes abstimmen lassen würde. Anne Ward hoffte auch auf ein Gesetz, das Barfrauen abschaffte, da sie die Übel des Barfrauen-Systems selbst erlebt hatte.

## Führung in der Women’s Christian Temperance Union New Zealand
Die amerikanische Weltmissionsarin Mary Greenleaf Clement Leavitt hielt in vielen Städten Neuseelands Vorträge über Abstinenz, die gut ankamen. Sie traf wahrscheinlich Anne Ward bei einer dieser Veranstaltungen und verließ Neuseeland, nachdem sie sieben lokale Zweigvereine der Women’s Christian Temperance Union New Zealand (WCTU NZ) gegründet hatte und über 4000 Unterschriften für die Polyglott-Petition gesammelt hatte. Ward wurde dann provisorische Präsidentin und gründete zwischen September 1885 und Januar 1886 sieben weitere Zweigvereine, darunter in Wellington, Nelson, Wanganui, New Plymouth, Hawera, Patea und Ashburton.

### Erstes Nationalkonvent der WCTU Newzeeland
Ward organisierte das erste nationale Treffen der Women’s Christian Temperance Union New Zealand, das am 23. Februar 1886 in Wellington stattfand. Die Vertreterinnen kamen aus verschiedenen Städten Neuseelands. Es wurden verschiedene Amtsträgerinnen und Abteilungsleiterinnen gewählt. Auch Anne Ward hielt eine Rede auf einer öffentlichen Versammlung. Ihr Ziel war es, den Alkoholkonsum zu unterdrücken und zu verbannen. Es wurden fünfzehn WCTU NZ-Abteilungen mit einer geschätzten Gesamtmitgliedschaft von 700 Personen gemeldet.

### Zweites Nationalkonvent der WCTU Newzeeland
Die zweite nationale Konvention der WCTU NZ fand am 23. Februar 1887 in Christchurch statt. Anne Ward leitete die Veranstaltung. Emma Packe wurde zur Präsidentin gewählt. Die WCTU NZ hatte in diesem Jahr zwei Petitionen für das Frauenwahlrecht organisiert und dem Repräsentantenhaus vorgelegt. Sir Julius Vogel hatte einen Gesetzesentwurf eingebracht, der den Frauen das Wahlrecht und das Recht, im Parlament zu sitzen, gewährt hätte, aber er wurde zurückgezogen. Ward berichtete auch über ihre Arbeit bei Kochkursen und dass Metzger Fleisch für Suppen für die Armen zur Verfügung gestellt hatten.

### Drittes Nationalkonvent der WCTU Newzeeland
Anne Ward gründete einen kostenlosen Kindergarten in Auckland, der ein Mittagessen und eine Krippe für Säuglinge berufstätiger Mütter bot. Er wurde nicht von der Auckland Board of Education unterstützt und verließ sich auf private Beiträge. Fast 1000 Kinder unter fünf Jahren wurden von Juni 1887 bis 1899 betreut, medizinisch untersucht und gefüttert. Dudley Ward wurde im Frühjahr 1887 zum amtierenden Richter am Obersten Gerichtshof in Auckland und Invercargill ernannt. Anne Ward trat 1889 von ihrer Leitungsposition als nationale Leiterin von Kindergärten zurück.

### Viertes Nationalkonvent der WCTU Newzeeland
Während der WCTU-Konvention in Neuseeland im Jahr 1889 erwähnte Präsidentin Catherine Fulton Anne Ward, die in Auckland lebte. Dudley Ward war zuvor als amtierender Richter am Obersten Gerichtshof zurückgetreten, da er nicht dauerhaft ernannt worden war. Er und seine Frau zogen nach Christchurch, wo sie in den 1890er Jahren lebten. Bei einem WCTU-Treffen 20 Kilometer nördlich von Christchurch sprach Kate Sheppard am 1. Oktober 1890 im Kaiapoi Wesleyan Schoolroom über das Wahlrecht. Anne Ward wurde dann zur Superintendentin für das Wahlrecht in Kaiapoi ernannt, und es wurde beschlossen, dass die Kandidaten für die Parlamentswahlen gebeten werden sollten, ihre Ansichten zum Frauenwahlrecht auszudrücken.

### Petitionen für das Frauenwahlrecht 1891, 1892 und 1893
Im Jahr 1891 hat die WCTU NZ unter der Leitung von Annie Jane Schnackenberg acht Petitionen für das Frauenwahlrecht mit mehr als 9.000 unterschriebenen Namen an das Repräsentantenhaus gesendet. Sir John Hall brachte einen Gesetzesentwurf ein, der eine Mehrheit erhielt, aber im Legislative Council knapp abgelehnt wurde. Anna Stout gründete 1892 in Dunedin die erste Frauenwahlrechtsliga und Frauenaktivistinnen in anderen Städten folgten bald darauf. Im Jahr 1893 wurden dreizehn Petitionen mit fast 32.000 unterschriebenen Namen dem Repräsentantenhaus vorgelegt. Diesmal wurde der Wahlrechtsentwurf vom Legislative Council verabschiedet und am 19. September 1893 vom Gouverneur genehmigt. Das Gesetz gewährte allen erwachsenen Bürgerinnen das Recht, an der allgemeinen Wahl teilzunehmen, außer Insassen von Gefängnissen und Asylen. Die Wahl fand im November (für Weiße) und im Dezember (für Maori) statt.

### Die Abstimmung
Das Wählerverzeichnis von Neuseeland aus dem Jahr 1896 zeigt „Ann Ward,“ die in Kaiapoi, Canterbury wohnt und als „Haushaltshilfe“ arbeitet. Ihr Ehemann wird auf dem Wählerverzeichnis von 1896 für Christchurch aufgeführt, er lebt in der 98 Park Terrace und arbeitet als Richter am Bezirksgericht.

## Krankheit und Tod
Anne Ward starb am 31. Mai 1896 in Christchurch an der Bright-Krankheit, die zu Wards Zeiten nicht behandelt werden konnte. Ihr Ehemann war nicht anwesend und musste mit dem Zug nach Christchurch fahren, um bei ihrer Beerdigung dabei zu sein. Er starb 1913 in Dunedin. Dudley Wards zweite Frau ließ seinen Körper zu Anne bringen, um ihn neben ihr begraben zu lassen. Die Wards hatten keine Kinder. Anne wurde als freundlich und an sozialen und religiösen Angelegenheiten interessiert beschrieben. Auf ihrem Grabstein steht: „Für die Entschlafenen sei Gott gepriesen. Für die Zurückgebliebenen sei Gott barmherzig.“